# Сарка, Золтан
Золтан Сарка (венг. Zoltán Szarka; 12 августа 1942, Чорна, Венгрия — 18 апреля 2016, Сомбатхей, Венгрия) — венгерский футболист, чемпион Олимпийских игр в Мехико (1968).

## Спортивная карьера
Практически всю профессиональную карьеру провел в одном клубе — «Халадаше» (Сомбатхей) (1961—1980). В 1962, 1966 и 1973 г. выходил с командой в Высшую лигу. Наибольшим успехом на национальном уровне стал выход в финал Кубка Венгрии в 1975 г. В розыгрыше Кубок обладателей кубков 1975/76 «Халадаш» дошел до второго круга, уступив австрийскому «Штурму» из Граца.
В составе Олимпийской сборной Венгрии стал чемпионом летних Олимпийских игр в Мехико (1968). В полуфинальном матче с Японией (5:0) он вышел на замену на 77-й минуте. В финальном матче против сборной Болгарии остался в запасе.
Завершил игровую карьеры в возрасте 51 года в составе любительского футбольного клуба SC Nikitsch. После этого тренировал вратарей «Халадаша».